# Coniosporium ilicinum
Coniosporium ilicinum är en svampart som beskrevs av P.M. Kirk 1983. Coniosporium ilicinum ingår i släktet Coniosporium, ordningen Chaetothyriales, klassen Eurotiomycetes, divisionen sporsäcksvampar och riket svampar.   Inga underarter finns listade i Catalogue of Life.